# Draft NBA 1989
Il Draft NBA 1989 si è svolto il 27 giugno 1989 a New York. È ricordato come uno dei peggiori Draft della storia NBA, insieme al Draft NBA 1986 e al Draft NBA 2000. Il Draft produsse talenti come Shawn Kemp, Glen Rice, Sean Elliott, Nick Anderson, Dana Barros, Tim Hardaway, B.J. Armstrong e Mookie Blaylock, ma otto delle prime dieci scelte furono fallimenti incluse le prime due scelte Pervis Ellison e Danny Ferry. Il Draft ridusse i turni di scelta da tre ai due attuali.

## Giocatori scelti al 1º giro
|  | = All-Star |

| Scelta | Giocatore              | Nazionalità | Squadra NBA                                       | Scuola/ex squadra              |
| ------ | ---------------------- | ----------- | ------------------------------------------------- | ------------------------------ |
| 1      | Pervis Ellison (PF/C)  | Stati Uniti | Sacramento Kings                                  | Louisville                     |
| 2      | Danny Ferry (PF)       | Stati Uniti | Los Angeles Clippers                              | Duke                           |
| 3      | Sean Elliott (SF/SG)   | Stati Uniti | San Antonio Spurs                                 | Arizona                        |
| 4      | Glen Rice (SF)         | Stati Uniti | Miami Heat                                        | Michigan                       |
| 5      | J.R. Reid (PF/C)       | Stati Uniti | Charlotte Hornets                                 | North Carolina                 |
| 6      | Stacey King (C)        | Stati Uniti | Chicago Bulls (da New Jersey)                     | Oklahoma                       |
| 7      | George McCloud (SG/SF) | Stati Uniti | Indiana Pacers                                    | Florida State                  |
| 8      | Randy White (PF)       | Stati Uniti | Dallas Mavericks                                  | Louisiana Tech                 |
| 9      | Tom Hammonds (PF/C)    | Stati Uniti | Washington Bullets                                | Georgia Tech                   |
| 10     | Pooh Richardson (PG)   | Stati Uniti | Minnesota Timberwolves                            | UCLA                           |
| 11     | Nick Anderson (SF/SG)  | Stati Uniti | Orlando Magic                                     | Illinois                       |
| 12     | Mookie Blaylock (PG)   | Stati Uniti | New Jersey Nets (da Portland)                     | Oklahoma                       |
| 13     | Michael Smith (PF)     | Stati Uniti | Boston Celtics                                    | Brigham Young                  |
| 14     | Tim Hardaway (PG)      | Stati Uniti | Golden State Warriors                             | UTEP                           |
| 15     | Todd Lichti (SG)       | Stati Uniti | Denver Nuggets                                    | Stanford                       |
| 16     | Dana Barros (PG)       | Stati Uniti | Seattle SuperSonics (da Houston via Golden State) | Boston College                 |
| 17     | Shawn Kemp (PF/C)      | Stati Uniti | Seattle SuperSonics (da Philadelphia)             | Trinity Valley C.C.            |
| 18     | B.J. Armstrong (PG)    | Stati Uniti | Chicago Bulls (da Milwaukee via Seattle)          | Iowa                           |
| 19     | Kenny Payne (PF)       | Stati Uniti | Philadelphia 76ers (da Seattle)                   | Louisville                     |
| 20     | Jeff Sanders (PF/C)    | Stati Uniti | Chicago Bulls                                     | Georgia Southern               |
| 21     | Blue Edwards (SF/SG)   | Stati Uniti | Utah Jazz                                         | East Carolina                  |
| 22     | Byron Irvin (SG)       | Stati Uniti | Portland Trail Blazers (da New York)              | Missouri                       |
| 23     | Roy Marble (SG/SF)     | Stati Uniti | Atlanta Hawks                                     | Iowa                           |
| 24     | Anthony Cook (PF/C)    | Stati Uniti | Phoenix Suns (ceduto a Detroit)                   | Arizona                        |
| 25     | John Morton (PG)       | Stati Uniti | Cleveland Cavaliers                               | Seton Hall                     |
| 26     | Vlade Divac (C)        | Jugoslavia  | Los Angeles Lakers                                | Partizan Belgrado (Jugoslavia) |
| 27     | Kenny Battle (PF)      | Stati Uniti | Detroit Pistons (ceduto a Phoenix)                | Illinois                       |

## Giocatori scelti al 2º giro
| Scelta | Giocatore                | Nazionalità | Squadra NBA            | Scuola/ex squadra                  |
| ------ | ------------------------ | ----------- | ---------------------- | ---------------------------------- |
| 28     | Sherman Douglas (G)      | Stati Uniti | Miami Heat             | Syracuse                           |
| 29     | Dyron Nix (F)            | Stati Uniti | Charlotte Hornets      | Tennessee                          |
| 30     | Frank Kornet (F)         | Stati Uniti | Milwaukee Bucks        | Vanderbilt                         |
| 31     | Jeff Martin (G)          | Stati Uniti | Los Angeles Clippers   | Murray State                       |
| 32     | Stanley Brundy (F)       | Stati Uniti | New Jersey Nets        | DePaul                             |
| 33     | Jay Edwards (G)          | Stati Uniti | Los Angeles Clippers   | Indiana                            |
| 34     | Gary Leonard (C)         | Stati Uniti | Minnesota Timberwolves | Missouri                           |
| 35     | Pat Durham (F)           | Stati Uniti | Dallas Mavericks       | Colorado State                     |
| 36     | Clifford Robinson (PF/C) | Stati Uniti | Portland Trail Blazers | Connecticut                        |
| 37     | Michael Ansley (F)       | Stati Uniti | Orlando Magic          | Alabama                            |
| 38     | Doug West (G/F)          | Stati Uniti | Minnesota Timberwolves | Villanova                          |
| 39     | Ed Horton (PF/C)         | Stati Uniti | Washington Bullets     | Iowa                               |
| 40     | Dino Rađa (PF)           | Jugoslavia  | Boston Celtics         | KK Split (Jugoslavia, ora Croazia) |
| 41     | Doug Roth (C)            | Stati Uniti | Washington Bullets     | Tennessee                          |
| 42     | Michael Cutright (SG)    | Stati Uniti | Denver Nuggets         | McNeese State                      |
| 43     | Chucky Brown (PF)        | Stati Uniti | Cleveland Cavaliers    | North Carolina State               |
| 44     | Reggie Cross (PF)        | Stati Uniti | Philadelphia 76ers     | Hawaii                             |
| 45     | Scott Haffner (G)        | Stati Uniti | Miami Heat             | Evansville                         |
| 46     | Ricky Blanton (F)        | Stati Uniti | Phoenix Suns           | Louisiana State                    |
| 47     | Reggie Turner (SF)       | Stati Uniti | Denver Nuggets         | UAB                                |
| 48     | Junie Lewis (PG)         | Stati Uniti | Utah Jazz              | Utah                               |
| 49     | Haywoode Workman (G)     | Stati Uniti | Atlanta Hawks          | Oral Roberts                       |
| 50     | Brian Quinnett (F)       | Stati Uniti | New York Knicks        | Washington State                   |
| 51     | Mike Morrison (G)        | Stati Uniti | Phoenix Suns           | Loyola (MD)                        |
| 52     | Greg Grant (G)           | Stati Uniti | Phoenix Suns           | Trenton State                      |
| 53     | Jeff Hodge (SG)          | Stati Uniti | Dallas Mavericks       | South Alabama                      |
| 54     | Toney Mack (SG)          | Stati Uniti | Philadelphia 76ers     | Georgia                            |